# Råcksta (tunnelbanestation)
Råcksta är en station i Stockholms tunnelbana, belägen i stadsdelen Råcksta i Västerort inom Stockholms kommun.
Stationen trafikeras av T-bana 1 (gröna linjen) och ligger mellan stationerna Blackeberg och Vällingby. Den ligger mellan Bergslagsvägen och Jämtlandsgatan och avståndet från stationen Slussen är 14,8 kilometer. Den togs i bruk den 26 oktober 1952 när t-banan Hötorget–Vällingby invigdes. Enstaka tåg har också sin ändstation här.
Stationen är belägen utomhus och består av en plattform med entré från Jämtlandsgatan.

## Galleri

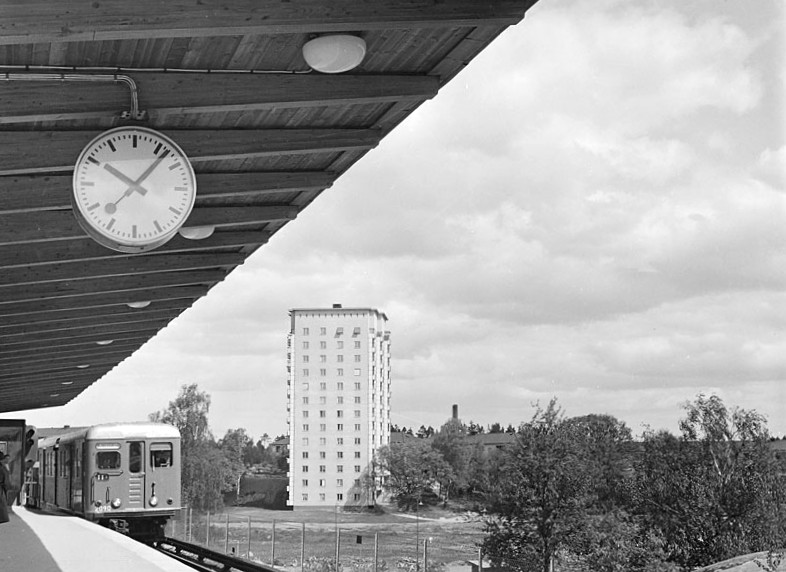
Stationen 1955
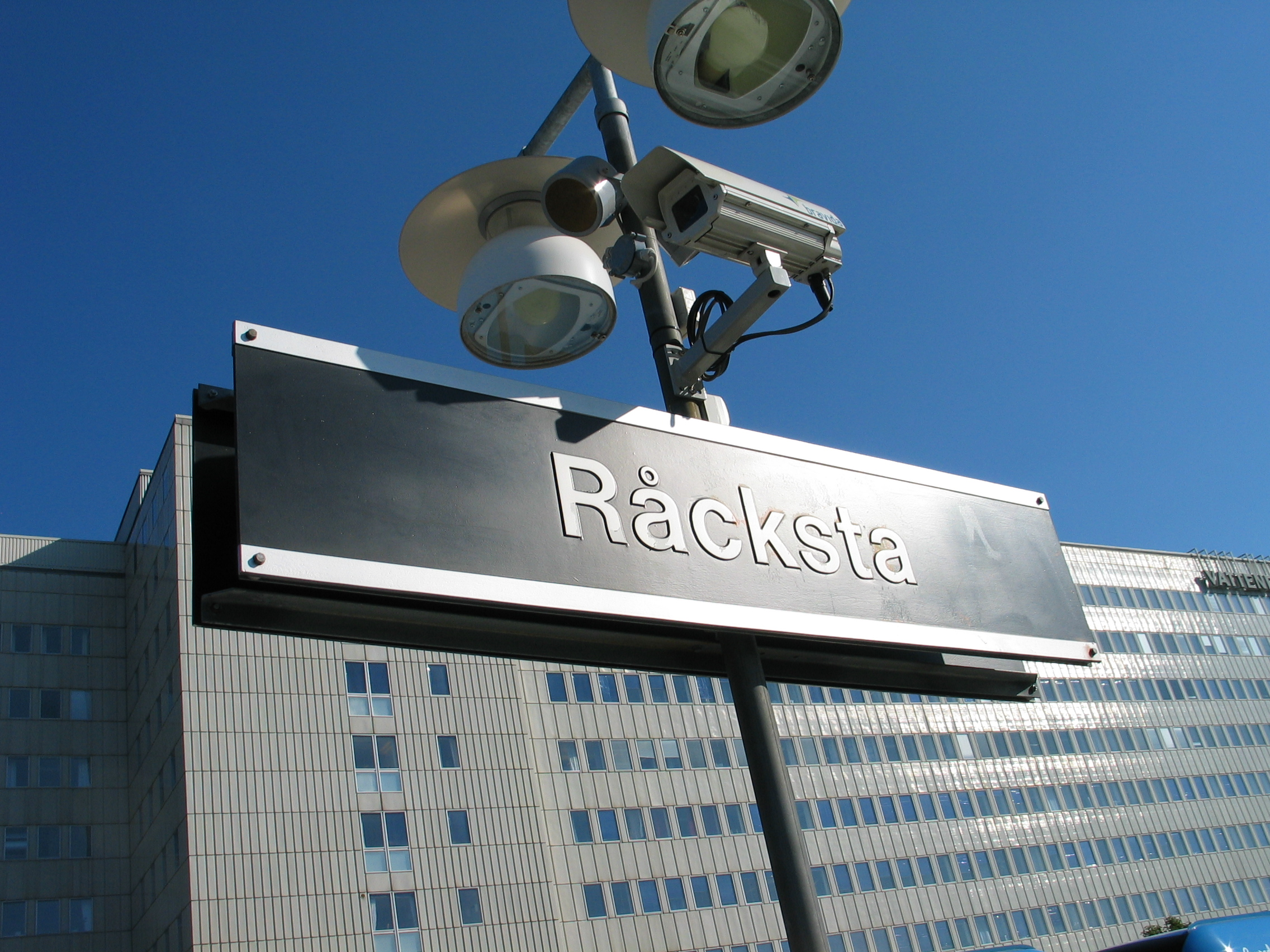
Stationsskylt
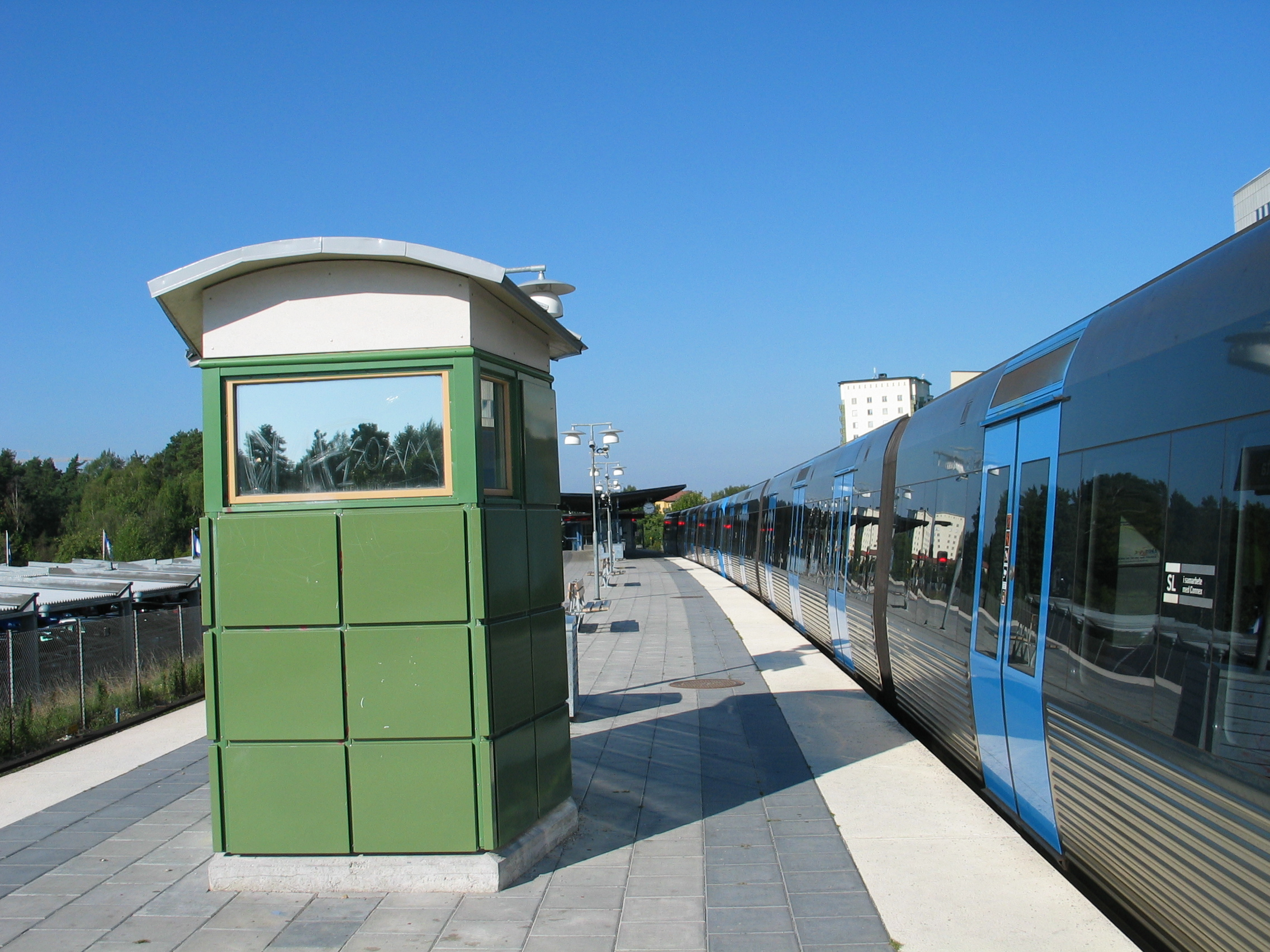
Plattformen, september 2006
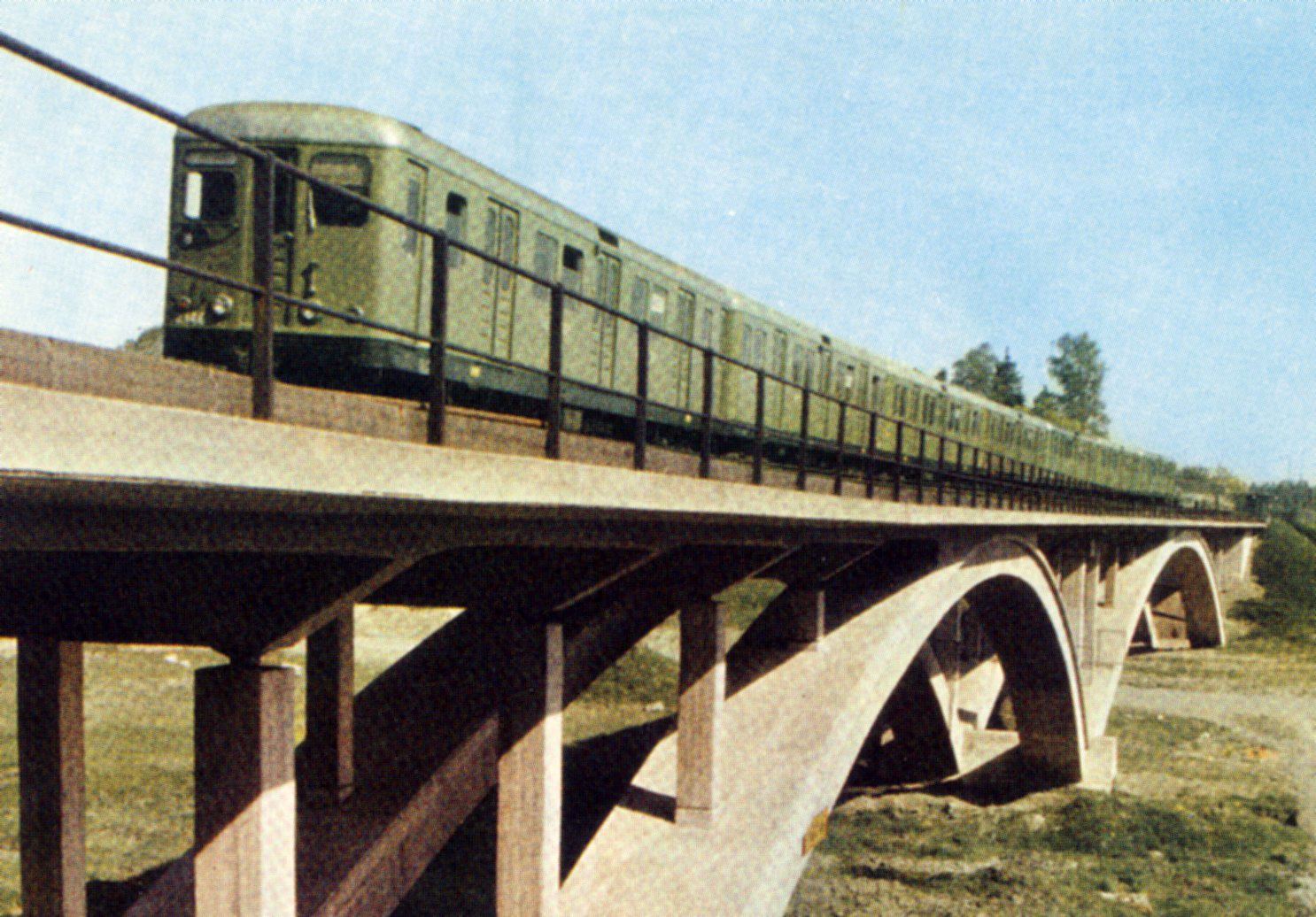
Råckstaviadukten söder om stationen, cirka 1960
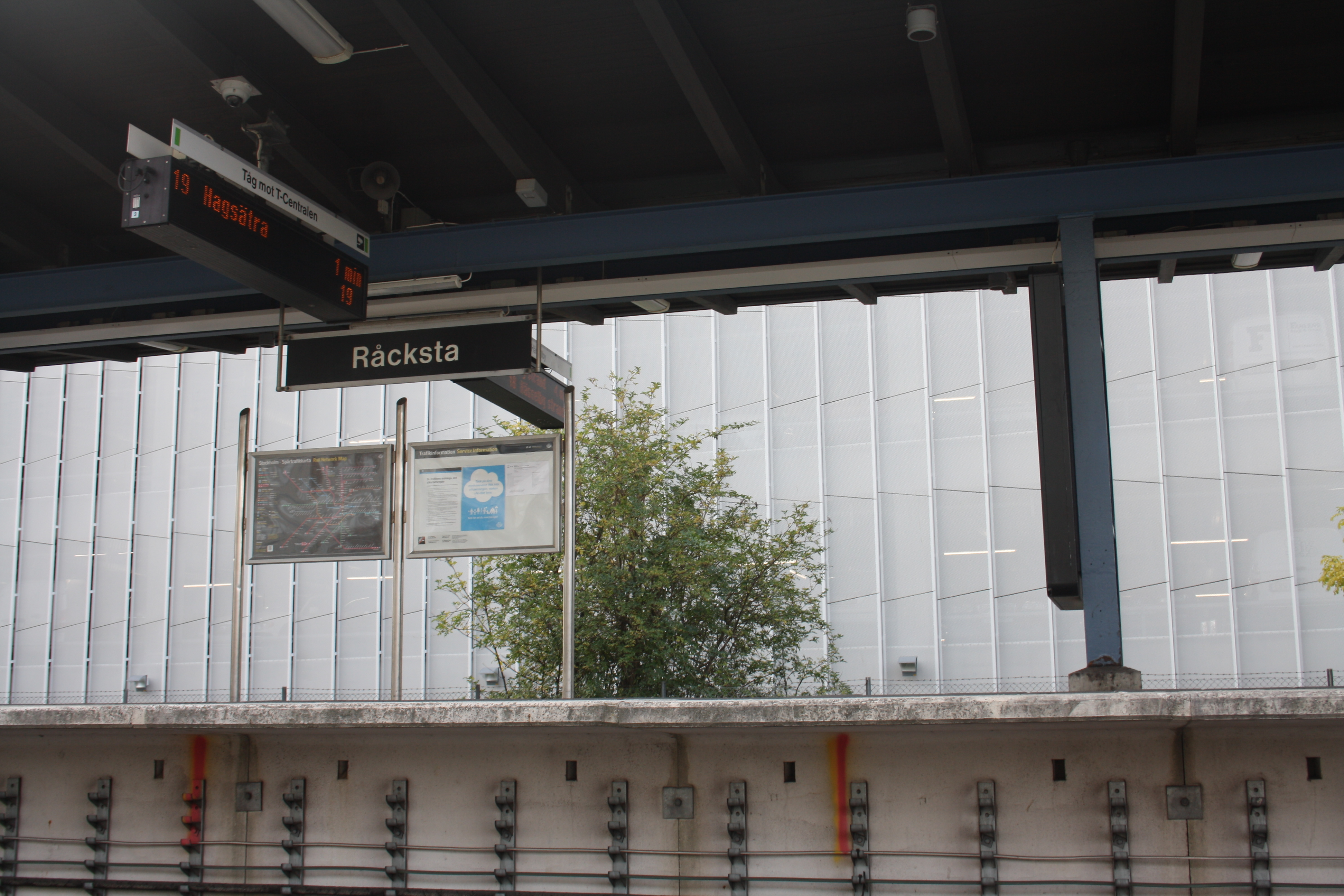
Perrongen
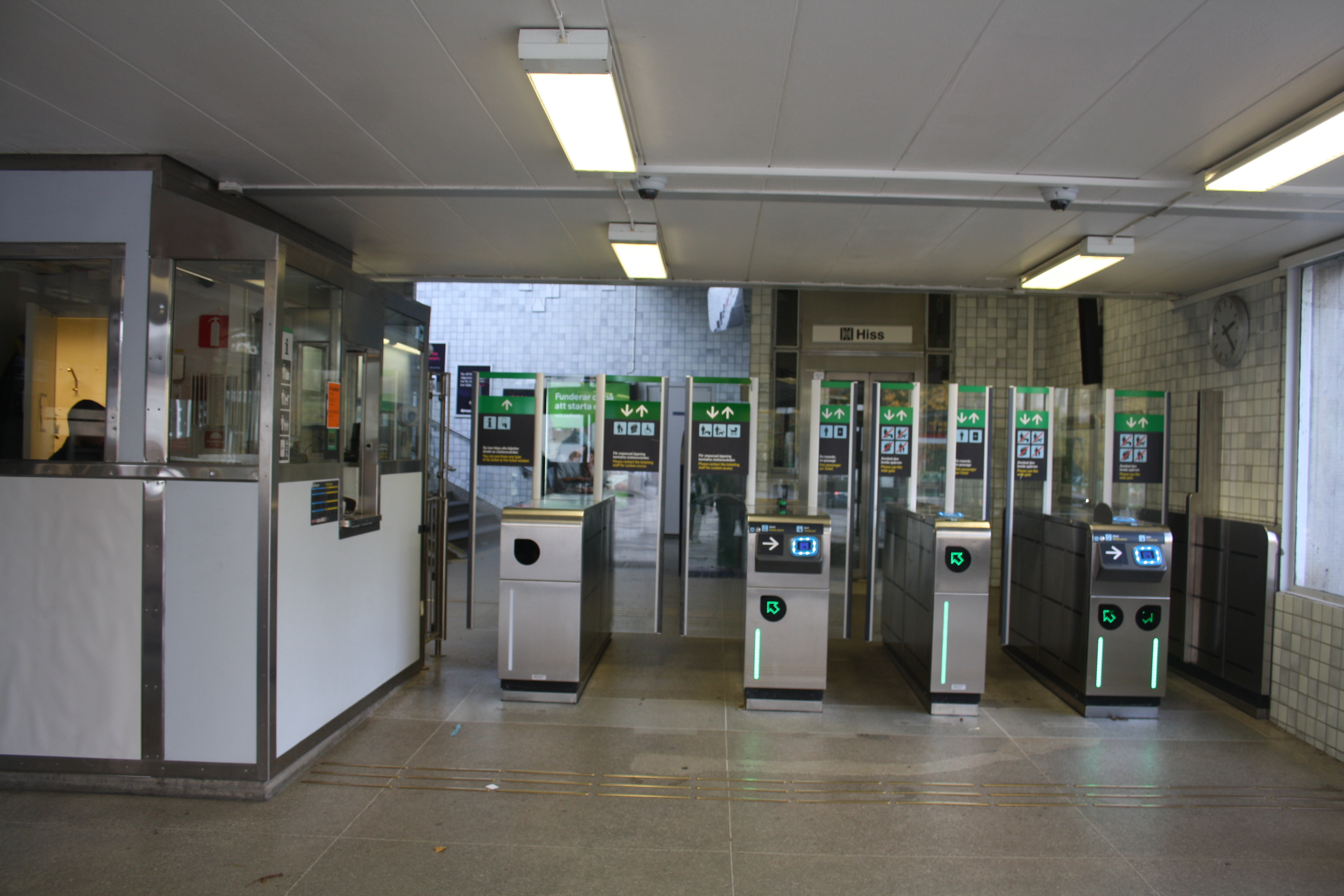
Biljetthallen
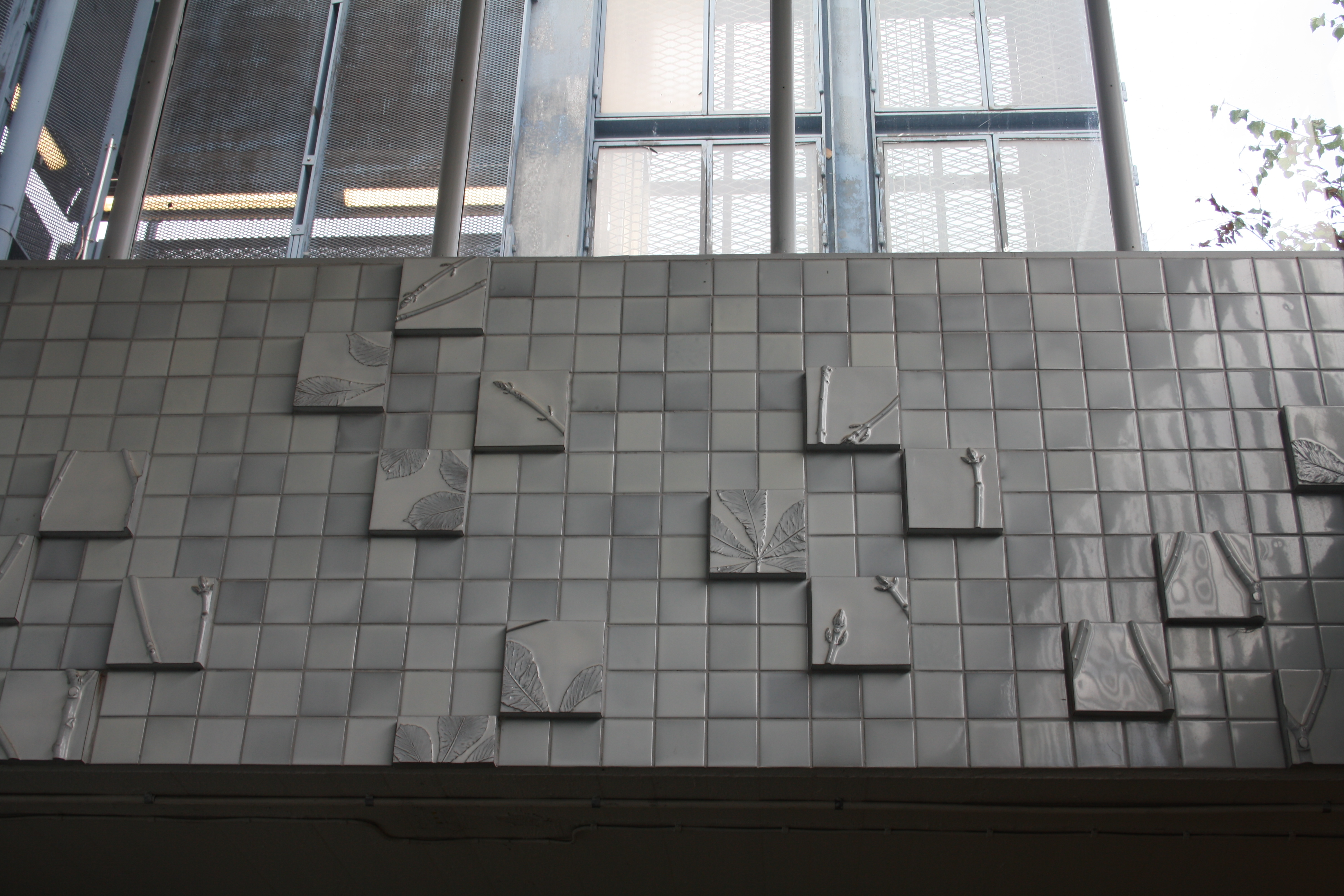
Konstnärlig utsmyckning
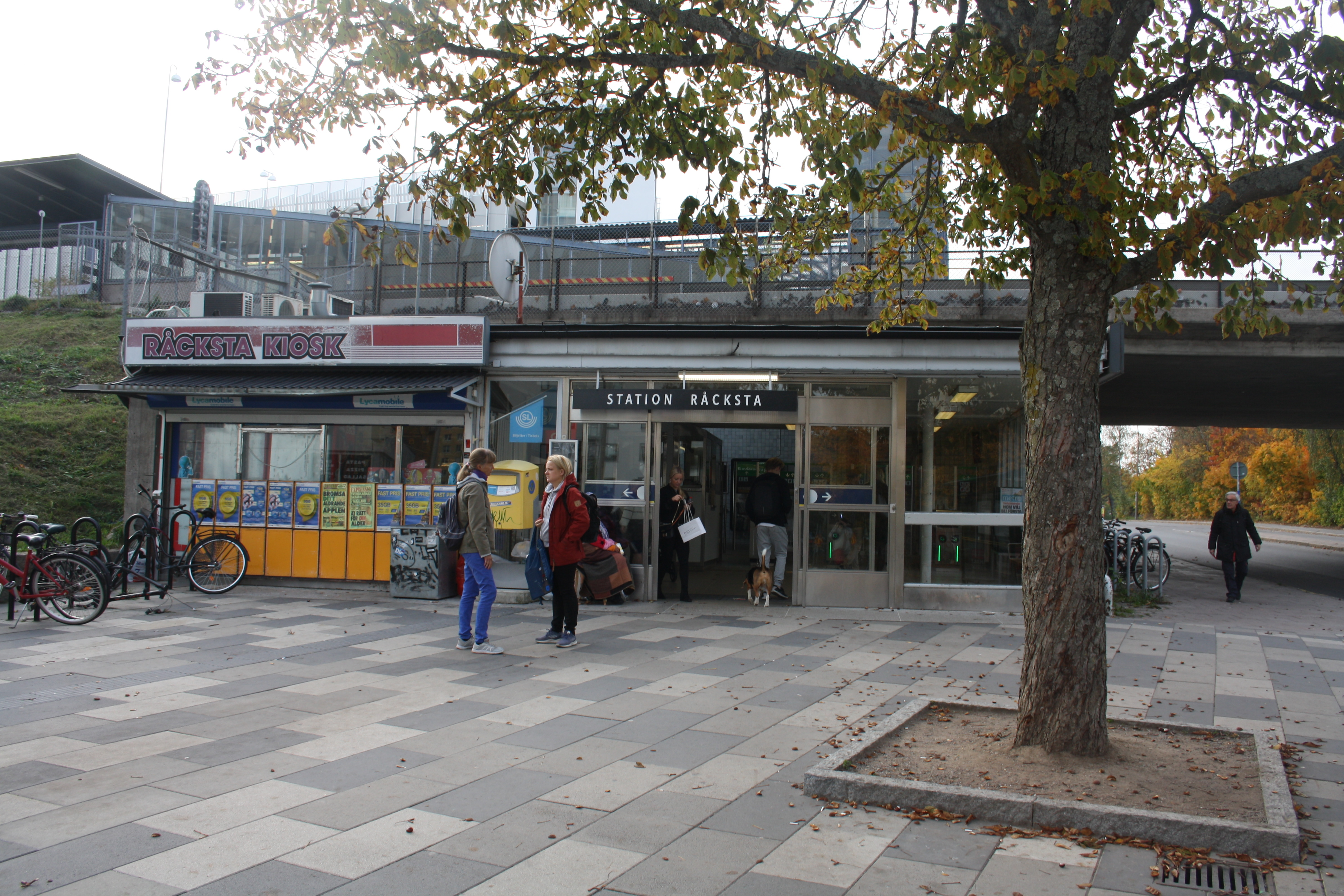
Ingång
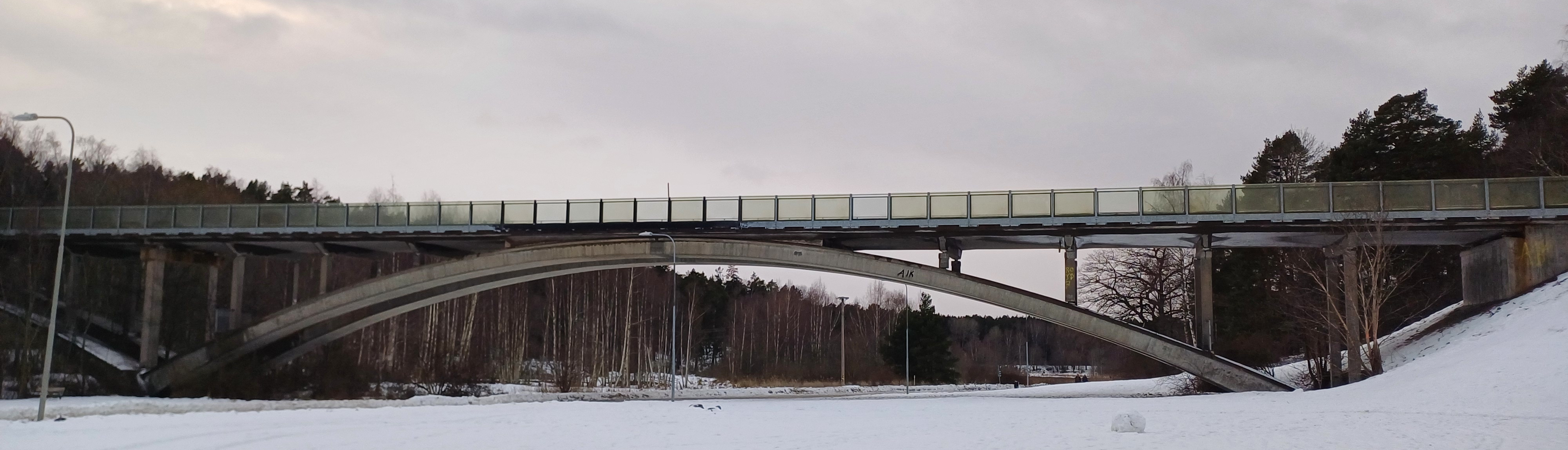
Bron mot Blackeberg